# Ferrovia Cancello-Avellino
La ferrovia Cancello–Avellino è una linea ferroviaria della Campania, gestita da Rete Ferroviaria Italiana, parte del collegamento Salerno-Benevento comprendente le due distinte tratte Salerno-Avellino e Avellino-Benevento.

## Storia
La linea ferroviaria venne costruita in tempi successivi in oltre cinquant'anni fra il 1840 ed il 1891.
La prima tratta ad essere inaugurata fu così quella fra Cancello e Nola, aperta il 3 giugno 1846. Il 17 gennaio 1856 venne inaugurata la seconda tratta fra Nola e Sarno, nel frattempo diventata un polo industriale di prim'ordine con stabilimenti tessili e canapieri per oltre diecimila occupati che rendeva necessario un collegamento diretto con Napoli; in tal modo stoffe e tessuti realizzati a Sarno, grazie alla ferrovia, potevano essere velocemente inoltrati verso il porto di Napoli e da lì in tutto il mondo.
Proseguendo nella realizzazione del collegamento con Avellino e Benevento, nel 1858 venne terminato il primo tunnel ferroviario del Regno delle Due Sicilie, la "Galleria dell'Orco", che prende il nome dal cosiddetto Passo dell'Orco. Questo tunnel venne inaugurato il 31 maggio dello stesso anno, ma i treni iniziarono a transitare solamente dal 17 febbraio 1861, dopo la caduta dei Borboni, quando venne inaugurato il tratto ferroviario fra Sarno e Mercato San Severino. Tale tratto permise il collegamento ferroviario tra Capua e Mercato San Severino.
I lavori per il proseguimento verso Benevento proseguirono dopo la proclamazione del Regno d'Italia; Avellino venne raggiunta il 31 marzo 1891  ed l'8 marzo 1891 venne completato il collegamento con Benevento.
Nel frattempo venne decisa anche la realizzazione di una trasversale che unisse la linea Cancello-Avellino alla Napoli-Salerno e il 1º maggio 1882 venne inaugurato il breve tronco fra Codola e Nocera Inferiore; in tale occasione venne anche inaugurata la nuova stazione di Codola, diventata punto di interscambio, ed in precedenza ubicata all'uscita della Galleria dell'Orco.
Nel luogo dove all'epoca dell'inaugurazione della linea fra Sarno e Codola, era occupato dalla prima stazione di Codola, nel secondo dopoguerra entrò in funzione un posto movimento con funzioni di bivio che prese il nome di "Bivio Nocera", oggi dismesso, mediante il quale la linea proveniente da Sarno, venne raccordata direttamente alla linea Codola-Nocera Inferiore e, tramite un altro raccordo, denominato Bivio Grotti, nei pressi della stazione di Nocera Superiore, alla linea per Cava dei Tirreni e Salerno. Il collegamento permetteva ai treni provenienti dal Nord e da Caserta di immettersi direttamente verso Sud evitando Napoli e senza dover invertire la marcia a Codola e a Nocera Inferiore. Il collegamento venne realizzato esclusivamente per il servizio merci in quanto si riteneva che un servizio passeggeri diretto fra Sarno e Salerno avrebbe tenuto fuori due centri importanti come Codola e Nocera Inferiore, ma nel tempo il "Bivio Nocera" divenne anche fermata per il servizio viaggiatori, in quanto, benché ufficialmente limitata ai soli ferrovieri in servizio e propri familiari, ad utilizzare la fermata erano anche abitanti della zona che approfittavano della benevolenza dei ferrovieri.
Nel 1948 venne completata anche l'elettrificazione tra Cancello e Codola e della Codola-Nocera Inferiore che consentì, in tal modo, un miglioramento dei tempi di percorrenza.
Il 15 dicembre 1987 fu attivato il raddoppio fra Cancello e Nola e nel 1992 per la realizzazione del collegamento veloce tra Sarno e Salerno venne completato il raddoppio fra Nola e Sarno. Il nuovo collegamento veloce tra Salerno e Sarno ha permesso di smistare il traffico diretto a nord di Napoli, instradando i treni a lunga percorrenza attraverso il nuovo "Bivio Santa Lucia", attivo dal 1992, posto alla uscita nord della galleria Santa Lucia, aperta nel 1977, sulla variante in galleria della linea Napoli-Salerno, alleggerendo così il traffico sulla linea storica costiera. Conseguentemente all'apertura del nuovo collegamento ferroviario veloce tra Sarno e Salerno il tratto tra Sarno e Codola ha progressivamente perso importanza. Attualmente il tratto della linea è armato ma in pessimo stato di conservazione, percorso occasionalmente da qualche treno di servizio, mentre la fermata intermedia di Lavorate, soppressa già da alcuni anni è in stato di abbandono.
Il 9 settembre 2012 vennero soppressi tutti i servizi passeggeri sulla tratta da Mercato San Severino ad Avellino e su quella da Sarno a Mercato San Severino. In seguito alle proteste dell'utenza, dal successivo 28 ottobre vennero ripristinate alcune coppie di treni sulla tratta Avellino-Mercato San Severino.
In seguito al progetto di elettrificazione della tratta Salerno-Avellino-Benevento, è stato inserito a progetto il rinnovamento della tratta Sarno-Codola, attualmente i lavori sono in corso.
| Tratta                       | Inaugurazione    |
| ---------------------------- | ---------------- |
| Cancello–Nola                | 3 giugno 1846    |
| Nola–Sarno                   | 17 gennaio 1856  |
| Sarno–Mercato San Severino   | 17 febbraio 1861 |
| Mercato San Severino–Montoro | 1º agosto 1869   |
| Montoro–Avellino             | 31 marzo 1879    |

## Caratteristiche
| Continuation backward |

| Unknown route-map component "CONTgq" | Unknown route-map component "KRZo" | Unknown route-map component "STR+r" |

|  | Unknown route-map component "KRWg+l" | Unknown route-map component "KRWr" |

|  | Unknown route-map component "ABZg+l" | Unknown route-map component "CONTfq" |

| Station on track |

| Unknown route-map component "CONTgq" | Unknown route-map component "ABZgr" |  |

| Unknown route-map component "exCONTgq" | Unknown route-map component "eABZgr" |  |

|  | Unknown route-map component "KRWgl" | Unknown route-map component "KRW+r" |

| 4+182   |
| (0+022) |

|  | Straight track | Non-passenger end station |

| Unknown route-map component "SKRZ-Au" |

| Unknown route-map component "CONTgq" | Unknown route-map component "KRZu" | Unknown route-map component "CONTfq" |

| Station on track |

| Station on track |

| Unknown route-map component "BHFSPLa" |

| Unknown route-map component "CONTgq" | Unknown route-map component "vKRZo" | Unknown route-map component "CONTfq" |

| Unknown route-map component "CONTgq" | Unknown route-map component "vSTRr-SHI1r" |  |

| Small non-passenger station on track |

| Unknown route-map component "SKRZ-Ao" |

| Enter and exit short tunnel |

| Unknown route-map component "eBHF" |

| Unknown route-map component "exSTRc2" | Unknown route-map component "edABZg3" |  |

| Unknown route-map component "dCONTgq" | Unknown route-map component "ABZr+2x1" | Unknown route-map component "dSTR+c3" + Unknown route-map component "exdSTRc4" | Unknown route-map component "+d" |

| Unknown route-map component "STRc1" | Unknown route-map component "dABZg+4" |  |

| Small bridge over water |

| Station on track |

| Unknown route-map component "SKRZ-Au" |

| Stop on track |

| Stop on track |

| Unknown route-map component "KRZWu" |

| Stop on track |

| Small bridge over water |

| Small bridge over water |

| Unknown route-map component "CONTgq" | Unknown route-map component "ABZg+r" |  |

| Station on track |

| Station on track |

| Station on track |

| Stop on track |

| Unknown route-map component "SKRZ-Ao" |

| Station on track |

| Unknown route-map component "tSTRa" |

| Unknown route-map component "tSTRe" |

| Station on track |

| Stop on track |

| Unknown route-map component "SKRZ-Au" |

| Unknown route-map component "CONTgq" | Unknown route-map component "ABZg+r" |  |

| Station on track |

| Continuation forward |

La linea, a doppio binario fino a Sarno, e elettrificata a 3000 V a corrente continua fino a Codola ha origine a Cancello, importante nodo ferroviario dal quale si diramano la linea per Napoli, la linea per Caserta in direzione Roma, la linea per Villa Literno nodo a sua volta connesso alla linea per Roma via Formia e al passante ferroviario di Napoli, la linea per Benevento gestita dall'EAV e, fino al 2006, la linea per Torre Annunziata, che chiusa per lavori nel febbraio di quell'anno, con riapertura prevista nel settembre dello stesso anno, al termine dei lavori non ha più ripreso l'esercizio ferroviario, fino alla sua soppressione, con decreto numero 420 del 10 ottobre 2014.
La linea al km 4+182 si dirama in un breve tronco a binario semplice, aperto nel 2001, che raggiunge l'Interporto di Nola; da dicembre 2011 è attivo anche il raccordo per il Centro Manutenzione della società NTV, per il ricovero e la manutenzione degli elettrotreni AGV 575 dell'impresa ferroviaria .Italo, che, dopo aver lambito l'area del fascio binari dell'Interporto entra nel fascio binari del Centro Manutenzione NTV. La diramazione per l'Interporto di Nola e per il Centro Manutenzione NTV ha origine all'altezza di un piccolo fabbricato impresenziato denominato P.M. Bivio Nola dove è presente anche un piccolo tronchino; Dopo un breve percorso di km 1+804, la diramazione entra nell'area ferroviaria dell'Interporto dove è presente un fascio binari per il servizio merci, svolto, nell'arco della settimana, con treni a partenza cadenzata.
La linea al km 12+256 raggiunge la stazione di Nola, che è la stazione più antica della linea, risalendo al 1846, quando venne inaugurato il tratto Cancello-Nola, che nel 1987 è stato oggetto del primo raddoppio della linea, cui fece seguito il raddoppio del tratto Nola-Sarno, completato nel 1992.
Dopo avere incontrato la stazione di Palma-San Gennaro nel comune di Palma Campania la linea raggiunge la stazione di Sarno, dove si dirama l'interconnessione con la nuova linea a monte del Vesuvio che permette, senza dover passare da Napoli, di collegare Caserta con Salerno. La stazione è stata inaugurata il 16 gennaio 1856 ed è stata oggetto negli ultimi anni di un radicale rinnovamento in seguito al raddoppio e all'apertura della nuova linea per Salerno attraverso il "Bivio Santa Lucia" posto di movimento dove si congiunge con la linea proveniente da Napoli e posto poco prima dell'imbocco nord della omonima galleria, all'uscita della quale la linea raggiunge la stazione di Salerno.
La linea prosegue in direzione di Avellino, raggiungendo, dopo avere attraversato la "Galleria dell'Orco", la stazione di Codola, dove ha termine l'elettrificazione e punto di interscambio con la linea Napoli-Salerno attraverso il breve raccordo Codola-Nocera Inferiore.
Il "Bivio Nocera", attivato nel secondo dopoguerra, venne dismesso con l'inaugurazione, nel luglio 1992, della nuova linea veloce Sarno-Salerno attraverso il "Bivio Santa Lucia", divenne superflua l'esistenza della linea che connetteva Sarno a Salerno attraverso il "Bivio Nocera" lasciando solo il collegamento Codola-Nocera Inferiore.
La linea prosegue poi per Mercato San Severino, stazione nella quale confluisce la linea proveniente da Salerno. Il tratto tra Codola e Mercato San Severino è comune alla Circumsalernitana.
Da Mercato San Severino la linea prosegue per Avellino, dove, in prossimità della stazione confluisce la linea proveniente da Rocchetta Sant'Antonio e da Avellino la linea prosegue poi per Benevento.